# Järnvägstorgets metrostation
Järnvägstorget (finska: Rautatientori) är den största och mest trafikerade stationen inom Helsingfors metro. Stationen ligger under Helsingfors centralstation och befinner sig i stadsdelen Gloet i Helsingfors innerstad.  
Stationen öppnades den 1 juli 1982. Då gick metron endast från Järnvägstorget till Östra Centrum. På väggen ovanför rulltrapporna finns Jouko Christianssons målning Linjat och väggarna längs perrongerna är dekorerade med keramik av konstnärerna Terhi Juurinen och Riitta Pensanen.
År 2007 försågs stationen med en installation av Sanna Karlsson-Sutisnan som visar ansikten i metron en fredag kväll.

## Bildgalleri

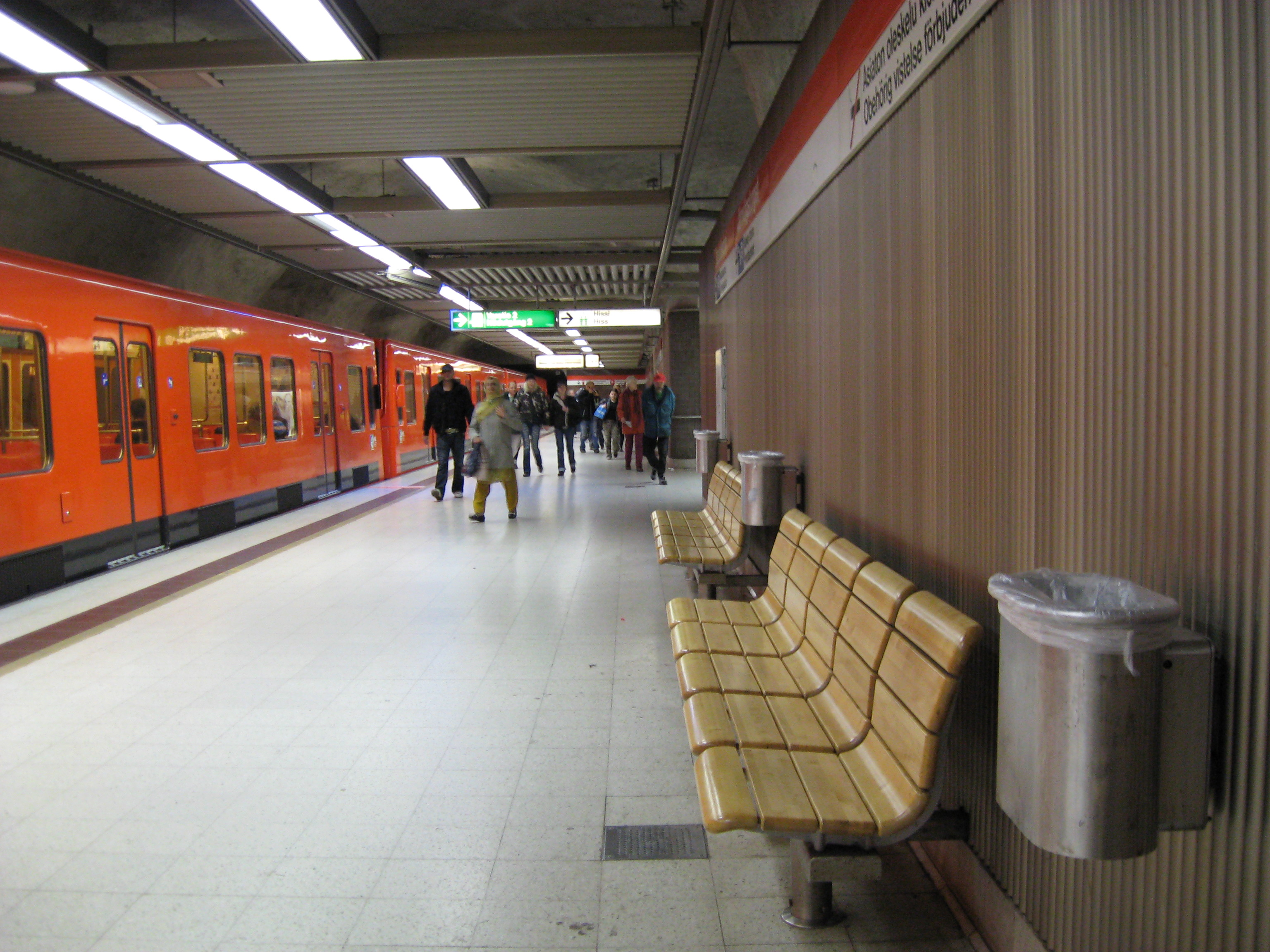
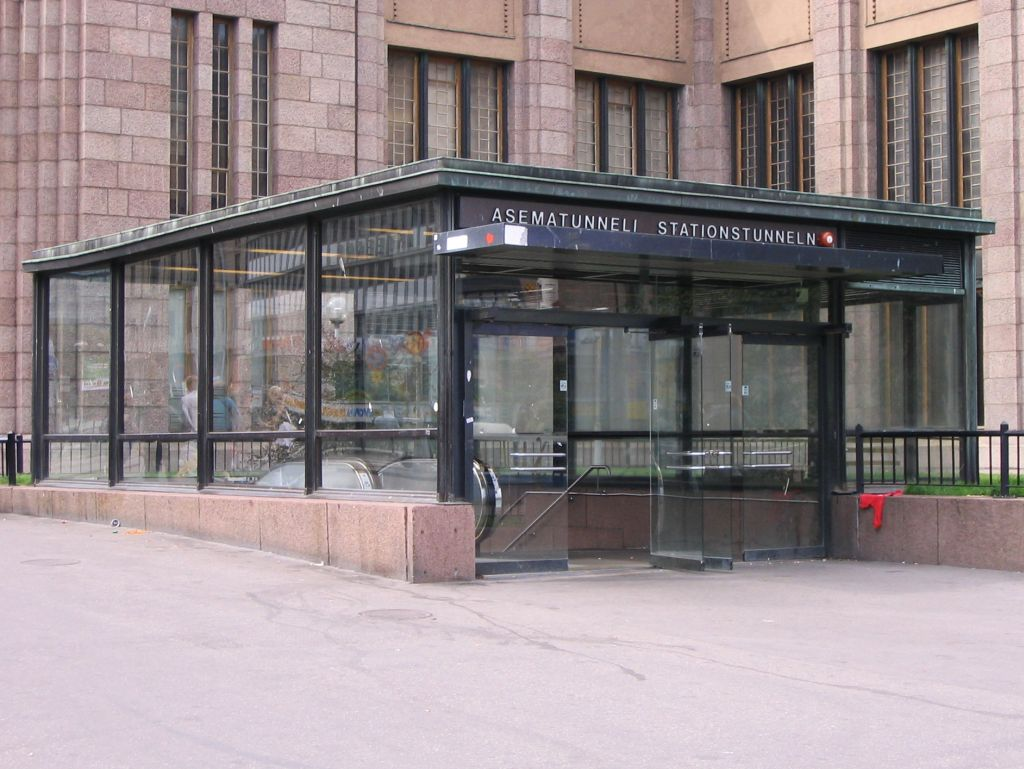
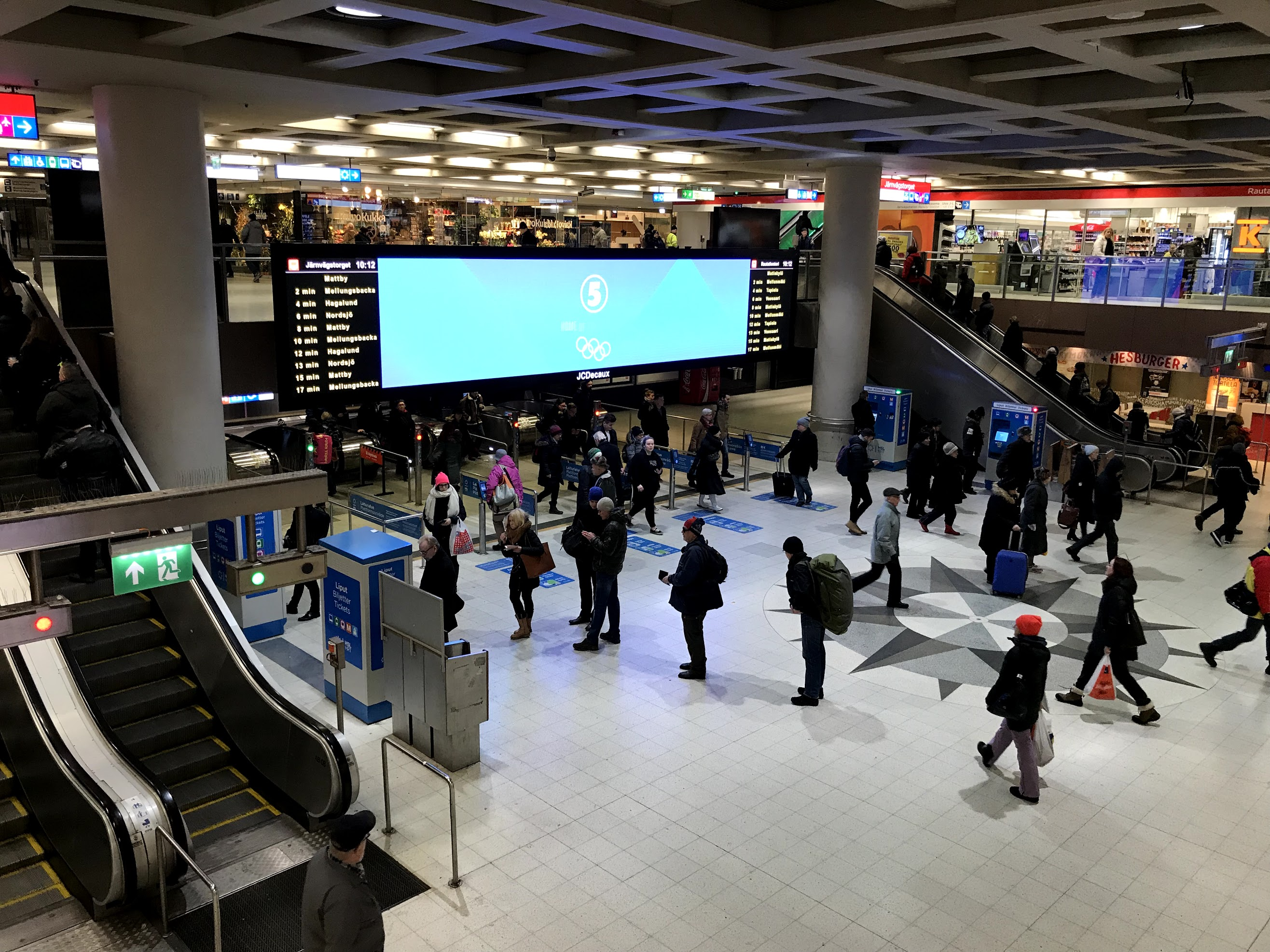